# St. Georgen am Reith
Sankt Georgen am Reith est une commune autrichienne du district d'Amstetten en Basse-Autriche.